# Volkan Aydın
Volkan Aydın (Kelkit, 11 gennaio 1969) è un ex cestista turco.

## Carriera
Con la Turchia ha disputato due edizioni dei Campionati europei (1993, 1997).

## Palmarès
- Campionato turco: 5

Efes Pilsen: 1991-92, 1992-93, 1993-94, 1995-96, 1996-97
- Coppa Korać: 1

Efes Pilsen: 1995-96